# Mandling (Enns)
Die Mandling ist ein linker Nebenfluss der Enns an der Grenze zwischen den Bundesländern Salzburg und Steiermark in Österreich.

## Name
In einer gefälschten Urkunde, die in das Jahr 885 datiert ist, wird der Fluss erstmals schriftlich erwähnt („usque in rivolum … et maiorem Mendicham“). Der Name ist vermutlich keltischen Ursprungs und steht wohl in Zusammenhang mit dem indogermanischen Wortstamm *mən-i- für 'feucht'.

## Verlauf
Die Mandling durchfließt die Fritztaler Berge, eine Untergruppe der Salzburger Schieferalpen. Sie entsteht durch den Zusammenfluss von Warmer Mandling und Kalter Mandling. Von dort fließt sie zwischen Moserhörndl im Westen und Rittisberg im Osten nach Süden, wo sie beim Ort Mandling in die Enns mündet.
In ihrem gesamten Verlauf bildet sie die Grenze zwischen den Gemeinden Radstadt und Schladming.

## Nebenbäche
Das Einzugsgebiet der Mandling umfasst 68,90 Quadratkilometer. Die wichtigsten Nebenbäche sind:
| Name           | Mündungsseite     | Mündungsort | Einzugsgebiet in km² |
| -------------- | ----------------- | ----------- | -------------------- |
| Warme Mandling | rechter Quellbach | Grahsteg    | 33,50                |
| Kalte Mandling | linker Quellbach  | Grahsteg    | 32,83                |

## Kraftwerk Mandling
Beim Zusammenfluss von Kalter und der Warmer Mandling wurde in den Jahren 1983 bis 1985 von der Energie Steiermark ein Stausee errichtet. Das heute von Verbund Hydro Power GmbH betriebene Speicherkraftwerk Mandling erzeugt jährlich etwa 21 GWh Strom.